# 1958년 미스코리아
1958년 미스코리아는 1958년 5월 2일에 서울특별시 중구의 대한극장에서 열린 두 번째 미스코리아 선발대회이다.

## 입상자
| 대회 |        | 진 (眞) | 선 (善) | 미 (美) |
| ---- | ------ | ------- | ------- | ------- |
| 본선 | 오금순 | 정연자  | 김미자  |         |

## 같이 보기
- 미스코리아 선발대회